# Архиепархия Дар-эс-Салама
Архиепархия Дар-эс-Салама (лат. Archidioecesis Daressalaamensis) — архиепархия Римско-Католической Церкви с центром в городе Дар-эс-Салам, крупнейшем и богатейшем городе Танзании. В митрополию Дар-эс-Салама входят епархии Занзибара, Ифакары, Махенге, Морогоро и Танги. Кафедральным собором архиепархии Дар-эс-Салама является Собор Святого Иосифа. С 15 августа 2019 года архиепископ Дар-эс-Салама — архиепископ Иуда Фаддей Руваичи.

## История
Святой Престол учредил Апостольскую префектуру Южного Занзабара 16 ноября 1887 года, буллой Папы Льва XIII, получив территорию от Апостольского викариата Занзибара (ныне — архиепархия Найроби).
15 сентября 1902 года Апостольская префектура была возведена в ранг Апостольского викариата.
10 августа 1906 года поменяла название на Апостольский викариат Дар-эс-Салама.
12 ноября 1913 года и 3 марта 1922 года епархия уступила часть своей территории в пользу учреждённых апостольских префектур, соответственно, Линди (ныне — архиепархии Сонгеа) и Иринги (в настоящее время — епархия Иринги).
25 марта 1953 года Апостольский викариат был возведён в ранг митрополии буллой Quemadmodum ad Nos Папы Пия XII.
21 апреля 1964 года архиепархия уступила ещё одну часть своей территории в пользу учреждённой епархии Махенге.

## Ординарии
- епископ Bonifatius (Magnus) Fleschutz, O.S.B. — (18 ноября 1887 — 29 января 1891);
- епископ Maurus (Franz Xaver) Hartmann, O.S.B. — (1 июля 1894 — 15 сентября 1902);
- епископ Кассиан Шпис, O.S.B. — (15 сентября 1902 — 14 августа 1905);
- епископ Томас Шпрайтер, O.S.B. — (13 марта 1906 — 24 ноября 1920);
- епископ Йозеф Мария Габриэль Цельгер, O.F.M.Cap. — (15 февраля 1923 — 5 июля 1929);
- архиепископ Эдгар Аристид Маранта O.F.M.Cap. — (27 марта 1930 — 19 декабря 1968);
- кардинал Лауреан Ругамбва — (19 декабря 1968 — 22 июля 1992);
- кардинал Поликарп Пенго — (22 июля 1992 — 15 августа 2019);
- архиепископ Иуда Фаддей Руваичи, O.F.M.Cap. — (15 августа 2019 — по настоящее время).

## Суффраганные диоцезы
- Диоцез Занзибара;
- Диоцез Ифакары;
- Диоцез Махенге;
- Диоцез Морогоро;
- Диоцез Танги.

## Источник
- Annuario Pontificio, Ватикан, 2006.